# Hans Ooft
Hans Ooft (27 de juny de 1947) és un exfutbolista i entrenador neerlandès. Va dirigir la selecció japonesa (1992-1993).